# South Kaibab Trail
Le South Kaibab Trail est un sentier de randonnée américain dans le comté de Coconino, en Arizona. Protégé au sein du parc national du Grand Canyon, il est lui-même classé National Recreation Trail depuis 1981. Cette section de l'Arizona Trail, qui traverse l'État, franchit elle-même le Colorado dans le Grand Canyon via le Kaibab Trail Suspension Bridge.